# Парни сюр Со
Парни сюр Со (на френски: Pargny-sur-Saulx) е село в североизточна Франция, регион Шампан-Ардени. Населението на селото е 1896 души (по приблизителна оценка от януари 2016 г.).